# Dave Reichert
Pour les articles homonymes, voir Reichert.
David George Reichert dit Dave Reichert, né le 29 août 1950 à Detroit Lakes, est un homme politique américain, élu républicain du Washington à la Chambre des représentants des États-Unis de 2005 à 2019.

## Biographie
Après un diplôme de l'université Concordia en 1970, Dave Reichert s'engage dans la réserve de l'armée de l'air jusqu'en 1976. Il devient policier du comté de King en 1972 et est élu shérif du comté en 1997. Il rouvre alors l'enquête des meurtres de la Green River et arrête en 2001 le tueur en série Gary Ridgway.
En 2004, il se présente à la Chambre des représentants des États-Unis dans le 8e district du Washington pour succéder à la républicaine Jennifer Dunn (en). Profitant de sa réputation de shérif, il domine les sondages durant toute la campagne face au présentateur télé démocrate Dave Ross. Il est élu avec 51,5 % des voix devant Ross (46,7 %). De 2006 à 2010, il rassemble entre 51,5 % et 53 % des suffrages. Son district est redécoupé en 2011. Reichert est réélu avec 59,7 % des voix en 2012 et 63,3 % en 2014.
Lors des élections de 2016, Reichert remporte un septième mandat avec 60,2 % des suffrages alors que la démocrate Hillary Clinton arrive également en tête dans la circonscription. En septembre 2017, il annonce qu'il s'agit de son dernier mandat et qu'il ne sera pas candidat en 2018,. La démocrate Kim Schrier lui succède au Congrès.
En 2023, il annonce sa candidature pour succéder au gouverneur démocrate Jay Inslee lors de l'élection de 2024. En août 2024, il arrive en seconde position de la primaire multipartisane avec 27,48% des suffrages et se qualifie donc pour l'élection générale. Il perd toutefois cette dernière contre le procureur général démocrate Bob Ferguson.